# Rosa Estaràs
Rosa Estaràs Ferragut est une femme politique espagnole née le 21 octobre 1965 à Palma de Majorque, membre du Parti populaire.

## Biographie
Rosa Estaràs Ferragut est élue au Parlement européen lors des élections européennes de 2009. Elle siège au sein du groupe du Parti populaire européen, et est membre de la Commission du développement régional, de la délégation à l'Assemblée parlementaire paritaire ACP-UE.

## Mandats
- Adjointe au maire de Valldemossa (1991-2005)
- Députée au Parlement des îles Baléares (1995-1999)
- Vice-présidente du Gouvernement des Îles Baléares (1993-1999 et 2003-2007)